# Chris Marustik
Chris Marustik (Swansea, 10 de agosto de 1961-ibídem, 12 de agosto de 2015) fue un futbolista británico que jugaba en la demarcación de defensa.

## Biografía
Debutó como futbolista en agosto de 1978 con el Swansea City AFC en un partido contra el Tottenham Hotspur FC de la segunda ronda de la Copa de la Liga. En liga, sin embargo, debutó siete meses más tarde contra el Peterborough United FC. Fue titular en el club hasta que se dejó el equipo en 1985 para marcharse al Cardiff City FC. Hizo su debut contra el Gillingham FC antes de marcar su único gol con el club en su debut en casa en un partido que finalizó por victoria de 3–2 contra el Wigan Athletic FC. Tras lesionarse y no poder jugar, dejó el club para fichar por el Barry Town FC y el Newport County AFC.
Falleció el 12 de agosto de 2015 en Swansea a los 54 años de edad tras una corta enfermedad.

## Selección nacional
Debutó con la selección de fútbol de Gales el 24 de marzo de 1982 en un partido amistoso contra España que finalizó con empate a uno. Además jugó tres partidos del British Home Championship de 1982. También jugó un partido de clasificación para la Eurocopa de 1984 contra Noruega, siendo además el último que jugó con la selección, el 22 de septiembre de 1982, finalizado por 1-0 a favor del combinado galés.

## Clubes
| Club               | País  | Año         | Partidos | Goles |
| ------------------ | ----- | ----------- | -------- | ----- |
| Swansea City AFC   | Gales | 1978 - 1985 | 152      | 11    |
| Cardiff City FC    | Gales | 1985 - 1987 | 43       | 1     |
| Barry Town FC      | Gales | 1987 - 1988 | 50       | 5     |
| Newport County AFC | Gales | 1988 - 1989 |          |       |

## Palmarés

### Campeonatos nacionales
| Título        | Club             | País  | Año  |
| ------------- | ---------------- | ----- | ---- |
| Copa de Gales | Swansea City AFC | Gales | 1981 |
| Copa de Gales | Swansea City AFC | Gales | 1982 |
| Copa de Gales | Swansea City AFC | Gales | 1983 |